# Polska Partia Socjalistyczna – Opozycja
Polska Partia Socjalistyczna – Opozycja (PPS-Opozycja) – odłam Polskiej Partii Socjalistycznej działający w okresie 1912–1914 jako opozycja do PPS-Frakcji Rewolucyjnej. 

## Historia
Początkowo była to grupa opozycyjna wewnątrz PPS-Frakcji Rewolucyjnej. Obejmowała głównie organizacje PPS w Krakowie, Lwowie i Genewie. Została stworzona przez byłych członków Wydziału Bojowego przeciwnych uniezależnianiu się i autonomizacji Związku Walki Czynnej od Polskiej Partii Socjalistycznej. 
Konflikt rozpoczął się w lutym 1911 na IV Radzie Partyjnej PPS, gdzie część działaczy złożyła projekt uchwały krytykującej Centralny Komitet Robotniczy za oderwanie od gruntu krajowego i skupienie pracy wyłącznie na problematyce Związku Walki Czynnej jako organizacji „o całkowicie mglistym charakterze ideowym”. Projekt uchwały nie został przyjęty, skutkiem czego członkowie Wydziału Bojowego oraz większość członków Wydziału Organizacyjnego złożyli swojej funkcje w kwietniu 1911. Członkowie wydziałów wydali 4 czerwca 1911 poufny okólnik wyjaśniający swoje ustąpienie. Okólnik podpisali byli członkowie Wydziału Bojowego (Tomasz Arciszewski, Edward Gibalski, Włodzimierz Hellmann, Jan Cynarski, Mieczysław Dąbkowski) oraz byli członkowie Wydziału Organizacyjnego Feliks Perl, Stanisław Siedlecki, Włodzimierz Kunowski. Autorzy okólnika zarzucali odejście od socjalistycznego charakteru partii, szukanie sojuszników przez kierownictwo PPS wśród narodowców, a tym samym zagrożenie, że przyszłe powstanie kierowane będzie nie przez wychowanych ideowo oficerów, ale przez militarystów. 
Rada Partyjna PPS w czerwcu 1911, podjęła uchwałę o zawieszeniu w prawach partyjnych na rok uczestników działań opozycyjnych. Jednocześnie CKR zarzucił opozycjonistom pragnienie utrzymania niezmienionej roli Organizacji Bojowej PPS, podczas gdy doświadczenia 1905 wskazywały na potrzebę przygotowania szerokiej i przygotowanej kadry. Za opozycjonistami opowiedziały się sekcje: lwowska, krakowska, genewska i petersburska.
W maju 1912, opozycja we Lwowie rozpoczęła wydawać pismo „Placówka”, pod redakcją Feliksa Perla. Po roku zawieszenia CKR wyraził zgodę na powrót opozycjonistów pod warunkiem zawieszenia pisma. Opozycjoniści odmówili jednak poddawania się warunkom stawianym przez CKR deklarując swoje przywiązanie do programu „socjalizmu niepodległościowego” przyjętego Na X Zjeździe PPS (I Zjeździe PPS Frakcji Rewolucyjnej) w 1907.
W grudniu 1912, na konferencji opozycjoniści zaczęli występować pod nazwą PPS Opozycja. Wyłonili też Komisję Centralną w składzie: 
- Feliks Perl,
- Jan Cynarski,
- Tomasz Arciszewski,
- Mieczysław Dąbkowski,
- Włodzimierz Kunowski.

Z chwilą powstania PPS Opozycji, przestało wychodzić pismo „Placówka”. Nowym organem stało się pismo „Walka” (ukazały się trzy numery pisma - październik 1913, luty i kwiecień 1914). 

W momencie wybuchu I wojny światowej PPS Opozycja połączyła się z PPS (b.PPS-Frakcją Rewolucyjną). 3 sierpnia 1914. Komisja Centralna wysłała do CKR PPS oświadczenie: 

W chwili walki orężnej z najazdem rosyjskim zniknąć muszą wszelkie różnice, które nas dzieliły. PPS Opozycja rozwiązuje swoją organizację i przystępuje do PPS, wzywając jednocześnie wszystkich socjalistów polskich do walki o niepodległość kraju i interesy ludu pracującego we wspólnych szeregach

 
Centralny Komitet Robotniczy PPS w odpowiedzi z dnia 4 sierpnia 1914 stwierdził: 

Centralny Komitet Robotniczy PPS z głębokim zadowoleniem przyjmuje wasz powrót do pracy w jednolitych szeregach partyjnych. CKR wyraża zarazem radość, że w tak doniosłej chwili dzisiejszej krokiem swym sprowadzacie wzmocnienie sił socjalistycznych w ogólnonarodowym ruchu wyzwoleńczym